# 26. siječnja u Drugom svjetskom ratu
Drugi svjetski rat po nadnevcima: 26. siječnja u Drugom svjetskom ratu.

### 1942.
- Prve američke trupe stigle u Europu (Sjeverna Irska).